# Telegrass
Telegrass — израильская сеть дистрибуции марихуаны, насчитывающая более 200 000 членов. Создатель — активист Амос Сильвер. Использует мессенджер Telegram. Позволяла мгновенно получить каннабис, оценивать продавцов и качество продукта. В марте 2019 года разгромлена полицией Израиля. Закрытие сети вызвало большой скандал, в том числе политический.

## Общие сведения
Газета Гаарец в 2018 году опубликовала большое расследование, посвященное деятельности Telegrass, насчитав в ней 1300 дилеров. The Times of Israel указывало, что в ней состоит более 100 000 пользователей.